# آودواوده
اودوود (به هلندی: Oudwoude) یک منطقهٔ مسکونی در هلند است که در کلومرلاند ان‌نیوکرایس‌لاند واقع شده‌است. اودوود ۸۳۲ نفر جمعیت دارد.